# Tricòpters

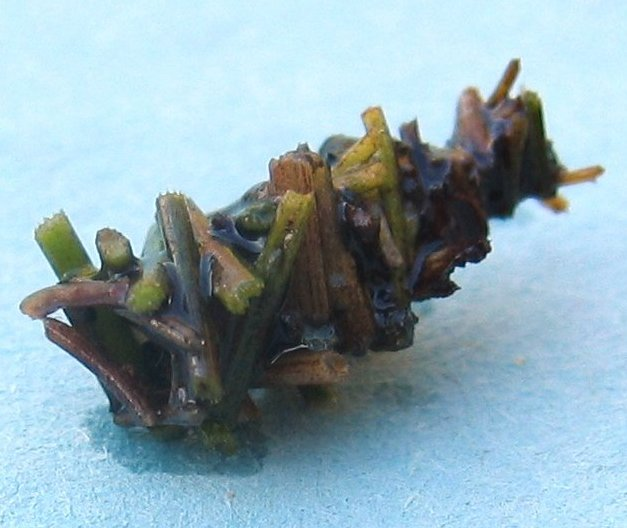
Estoig de larva de tricòpter recobert de branquillons

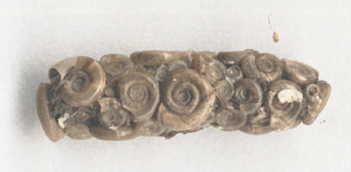
Estoig de larva de tricòpter recobert de closques de petits cargols

Els tricòpters (Trichoptera, del grec trichos, "pèl", i pteron, "ala") són un ordre d'insectes endopterigots (amb metamorfosi completa) amb unes 15 000 espècies. Les seves larves i pupes són aquàtiques i viuen dintre de petits estoigs en forma de tub que elles mateixes fabriquen amb seda, a la qual adhereixen grans de sorra, restes vegetals, etc. Els adults són aeris i es caracteritzen per presentar dos parells d'ales cobertes de pèls que, en posició de repòs, es pleguen sobre el cos en forma de teulada.
Les larves, denominades cuques de riera pels pescadors de riu, són un bon esquer. El nom, suposadament comú, de frigànies que reben els adults fa referència als representants del gènere Phryganea.

## Característiques

### Adult
El cap posseeix dos ulls compostos bé desenvolupats i, de vegades tres ocel·les; les antenes són llargues i filiformes. Les peces bucals són de tipus llepador amb les mandíbules generalment vestigials; les maxil·les i el llavi contribueixen a la formació d'una probòscide, denominada haustel amb la qual prenen líquids.
El tòrax presenta els tres segments ben desenvolupats, amb potes llargues i primes proveïdes d'espines, i dos parells d'ales membranoses densament cobertes de pèls i amb molt poques venes transversals. L'abdomen posseeix 10 segments, dels quals els últims estan modificats i constitueixen la genitalia.

### Larva
Les larves són aquàtiques, de tipus campodeiforme o eruciforme, amb cap ben desenvolupat, tres parells de potes, i es diferencien de les larves de tots els altres insectes per presentar un parell de falses potes anals (pigòpodes) proveïdes de fortes ungles. Posseeixen glàndules productores de seda que s'obren en el llavi; la seda és usada per a construir una gran varietat d'estructures larvàries. Respiren per traqueobrànquies de forma filamentosa localitzades sobre l'abdomen.

## Biologia i ecologia
Els tricòpters es reprodueixen sexualment. L'aparellament sol realitzar-se entre la vegetació; les femelles dipositen els ous a l'aigua, de vegades en grans masses de fins a 700 ous, en alguns casos introduint l'abdomen, i en uns altres submergint-se per complet; algunes espècies dipositen els ous fora de l'aigua, en zones d'inundació periòdica. La fase larvària sol comprendre cinc estadis diferents.
Les pupes viuen dintre d'estoigs especials, on es produeix la metamorfosi. En el cas dels integripalps, que ja posseeixen estoigs en estat larvari, tapen l'obertura mitjançant una secreció; pel que fa als anulipalps, les larves teixeixen un capoll, tant si les larves vivien en estoigs com si no. Després de la metamorfosi, la pupa s'allibera del seu embolcall i es desplaça activament cap a la riba fins a trobar un substrat adequat, en general vegetació, per a l'emergència de l'adult.